# Puszcza Iłżecka

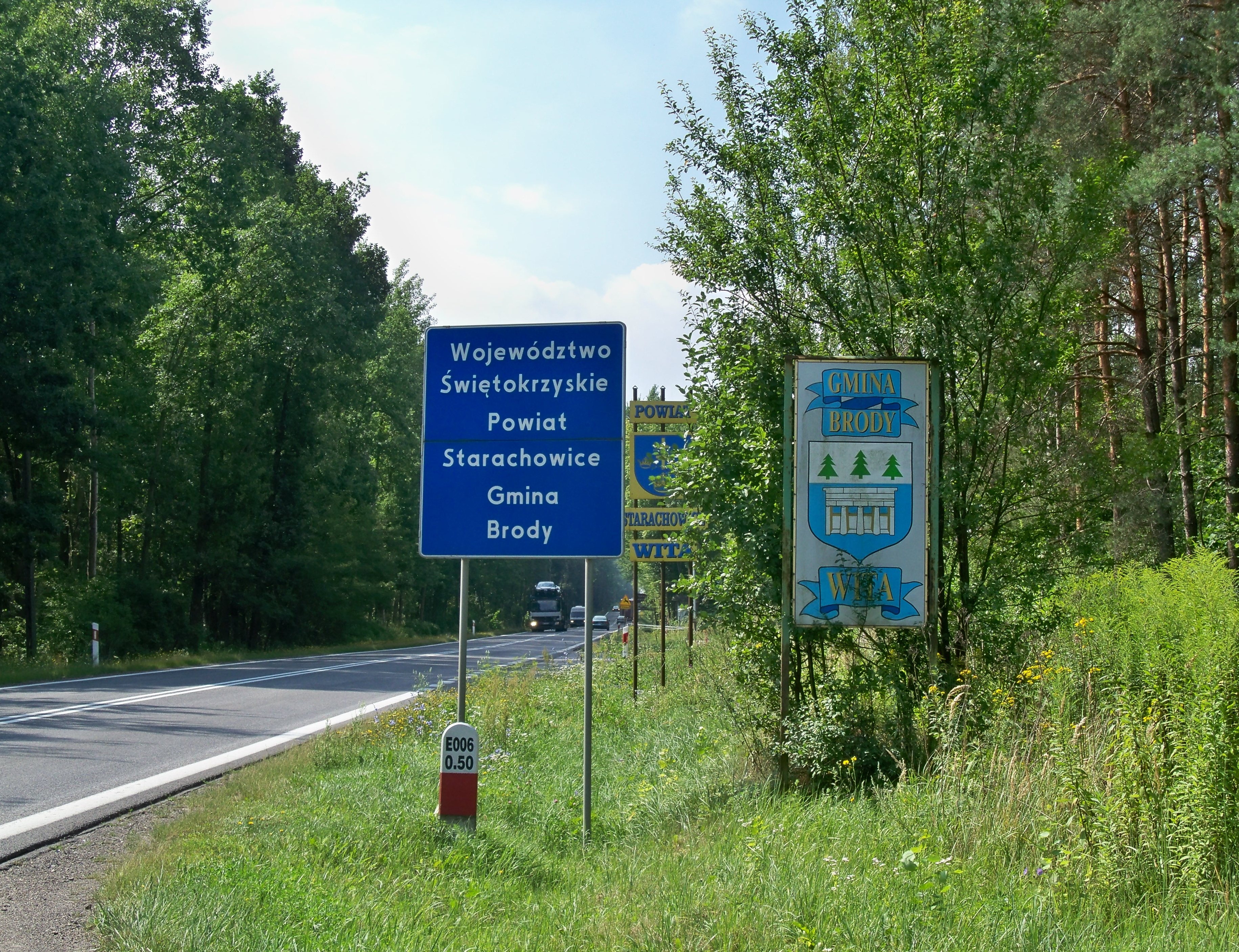
Fragment Puszczy Iłżeckiej między Marculami a Lubienią

Puszcza Iłżecka (nazywana też Lasami Starachowickimi) – kompleks leśny o powierzchni około 25 000 ha, położony na Przedgórzu Iłżeckim, na północ od doliny rzeki Kamiennej, pomiędzy Skarżyskiem-Kamienną, Iłżą a Ostrowcem Świętokrzyskim.
Naturalny drzewostan uległ daleko idącym przekształceniom. Obecnie w drzewostanie przeważa sosna z domieszką dębu, modrzewia i jodły, sporadycznie występuje też buk.
Obejmuje nadleśnictwa: Starachowice i Ostrowiec.

## Rezerwaty przyrody
- Piotrowe Pole – starodrzew modrzewia polskiego i europejskiego
- Rosochacz – wielogatunkowe drzewostany porastające bagienne źródliska rzeki Świętojanki
- Skały pod Adamowem – wychodnie piaskowców dolnotriasowych

## Historia
Wchodziła w skład średniowiecznej Puszczy Świętokrzyskiej. W XVIII w. panowały w puszczy drzewostany mieszane – sosna, dęby szypułkowe i bezszypułkowe, brzoza brodawkowata, jodła, olsza.
Rozwinięte było bartnictwo. Drzewa wycinano pod potrzeby górnictwa i hutnictwa Zagłębia Staropolskiego. W czasie II wojny światowej region nasilonych walk partyzanckich. Działalność Armii Krajowej Szarego, Ponurego, Potoka, oddziału Batalionów Chłopskich Ośki, oddziału Armii Ludowej Świt. W 1945 r. Lasy Starachowickie wraz z częścią przyległych lasów prywatnych zostały upaństwowione.